# Андерсон, Томас (химик)
Томас Андерсон (англ. Thomas Anderson; 2 июля 1819 — 2 ноября 1874) — шотландский химик XIX века. В 1853 году его работа над алкалоидами привела его к открытию правильной формулы/состава кодеина. В 1868 году он открыл пиридин и родственные органические соединения, такие как пиколин, благодаря исследованиям по перегонке костного жира и других животных веществ.
Помимо работ по органической химии, Андерсон внес важный вклад в агрономическую химию, написав более 130 отчетов по почвам, удобрениям и болезням растений, а также книгу «Элементы сельскохозяйственной химии». Он был в курсе различных областей науки и консультировал своего коллегу Джозефа Листера по вопросам теории микробов Пастера и использования карболовой кислоты в качестве антисептика.

## Биография
Томас Андерсон родился в Лите, Шотландия. В 1841 году окончил Эдинбургский университет со степенью доктора медицины. Заинтересовавшись химией во время обучения в медицинском институте, он провел несколько лет, изучая химию в Европе, в том числе под руководством Йенса Якоба Берцелиуса в Швеции и Юстуса фон Либиха в Германии.
Вернувшись в Эдинбург, Андерсон работал в Эдинбургском университете и в Шотландском обществе горцев и сельского хозяйства. В 1852 году он был назначен профессором химии в Университете Глазго и оставался на этом посту до конца своей карьеры. В 1854 году стал одним из редакторов «Эдинбургского нового философского журнала».
В 1872 году Андерсон был награжден Королевской медалью Лондонского королевского общества «за исследования органических основ животного масла Диппеля, кодеина, кристаллизованных компонентов опиума, пиперина и папаверина, а также за исследования в области физиологической химии и химии животных».
Его последние годы были омрачены прогрессирующим неврологическим заболеванием, которое могло быть сифилисом . Он оставил свою кафедру, где его сменил Джон Фергюсон, в начале 1874 года и умер в конце того же года в Чизике.